# ユニコーン・エー
ユニコーン・エー(unicorn-a)は、システムソフト・アルファー株式会社のアダルトゲームブランドである。サブブランドに「あねせん」・「Ark Shell」・「げーせん18」、ボーイズラブゲームブランドに「unicorn-b」がある。「あねせん」・「Ark Shell」は外部開発ブランドであり、雄図グループで活躍していたスタッフが多く参加している。
2023年11月1日にネオ・ユニコーン(neo-unicorn)へブランド名変更を発表した。

## 作品一覧
unicorn-a
- Hidden〜秘められた欲望〜（フルボイス限定版有り）
- Hidden2〜暴かれた本性〜
- バージニア〜真実の未来〜

げーせん18
- 釣☆カノジョ〜あの娘は釣り頃、釣られ頃〜
- 詩篇69〜深淵のメサイア〜
- 戦極姫〜戦乱の世に焔立つ〜（新装版有り）
  - 戦極姫2〜戦乱の世、群雄嵐の如く〜（遊戯強化版弐有り）
  - 戦極姫3〜天下を切り裂く光と影〜（遊戯強化版-壱の巻-有り）
  - 戦極姫4〜争覇百計、花守る誓い〜（遊戯強化版-壱ノ巻-および-弐ノ巻-有り）
  - 戦極姫5〜戦禍断つ覇王の系譜〜（遊戯強化版壱および弐有り）
  - 戦極姫6〜天下覚醒、新月の煌き〜（遊戯強化版壱有り）
  - 戦極姫7〜戦雲つらぬく紅蓮の遺志〜
- 天極姫〜新世大乱・双界の覇者達〜
- 天極姫2〜覇権争奪、幻妖の将星〜
- 詩篇II〜再誕のカタストロフ〜
- 出撃!! 乙女たちの戦場〜闇を切り裂く、にび色の徹甲弾〜
- 三極姫〜乱世、天下三分の計〜
  - 三極姫2〜天地大乱・乱世に煌く新たな覇龍〜（遊戯強化版有り）
  - 三極姫3〜天下新生〜
  - 三極姫4〜天下繚乱 天命の恋絵巻〜
  - 三極姫5 ～飛将光臨・戦煌の闘神～
- 戦御村正 -剣の凱歌-（DX）
  - 大戦御村正 -魔人覚醒-
- 雀極姫
- 決戦!乙女たちの戦場3〜電撃作戦!戦果はエースの名のもとに〜

unicorn-b
- Lしたいね!（15歳未満購入禁止）
- HEARTNER HEARTS
- 桜坂一丁目一番地

### 外部開発
あねせん
- 優姉といっしょ
- おしえて巫女先生
- あまからツインズ〜双姉といっしょ〜
- おしえて巫女先生弐
  - おしえて巫女先生弐・外伝〜ハーレム編〜

Ark Shell
- とってもハーレム
- マエバリ帝国の逆襲
- ハーレム&ハーレム
- 口唇包柔〜うさみみ調教 白く濡れる女体たち〜
- ハーレム★アイランド〜男＜女7人夏物語テーマパークは大騒ぎ〜
- アイドル★ハーレム

## 主な外部スタッフ
全て原画。
- 志水なおたか
- 和馬村正
- ごまさとし
- みたらし侯成